# Око (мінералогія)

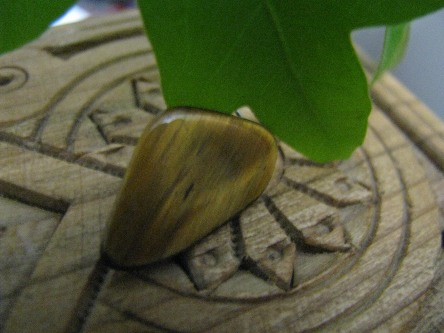
Тигрове око

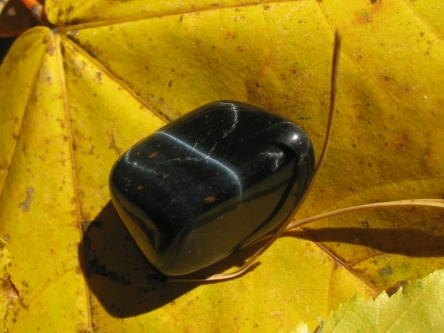
Соколине око

Око (рос. глаз; англ. еуе; нім. Auge n) — характерна частина назви деяких мінералів.

## Різновиди
Розрізняють:
- око бичаче (лабрадор);
- око вола (лабрадор з червонуватим відтінком);
- око жаб'яче (застаріла назва різновиду каситериту, аналогічного олову дерев'янистому);
- око кам'яне риб'яче (апофіліт);
- око котяче;
- око лева (те ж саме, що й око котяче);
- око світу (гідрофан);
- око олово-жаб'яче (олово дерев'янисте);
- око риб'яче (застаріла назва апофіліту);
- око рисяче (коштовний зелений різновид лабрадору);
- око сапфір-котяче (різновид сапфіру з опалесценцією);
- око совине агатове (смугастий різновид агату);
- око соколине (синюватий різновид кварцу з включенням крокідоліту);
- око тигрове (1. різновид крокідоліту жовтого або бурого кольору, забарвлений оксидами заліза; 2. кварц з дрібними включеннями волокнистих і лускуватих мінералів; смугастий, золотистий або темно-бурий з шовковистим полиском);
- око яструбине (прозорий різновид кварцу з волокнистими включеннями крокідоліту, які зумовлюють блакитне забарвлення мінералу).